# Березанський лиман
Береза́нський лима́н — відкритий лиман на північному березі Чорного моря.

## Географія
Розташовується у Березанському та Очаківському районах Миколаївської області, на захід від міста Очакова у 46 км на схід від Одеської затоки. Естуарій річки Березань. Назва лиману походить від тур. Büzülu — «Вовча річка» (див. також Березань (острів)).

## Гідрографічна характеристика
Довжина — 20-26 км, середня ширина — 2-3 км, середня глибина — 3,3 м, максимальна глибина близько 15 м. Площа водного дзеркала — 60 км², об'єм води — 0,2 км³.
Вхід в лиман розташований у 1,5 милях від острова Березань між Західною Березанською косою, що простягається від західного берега, і низькою Табірною косою, що відходить від східного берега лиману. Від моря відокремлений баром. Ширина на півдні 4 км, гирло звужується до 640 м. західні береги високі, спостерігаються зсуви, багато піщаних кіс. Інші береги переважно пологі, розчленовані ярами.
Складається з двох заток — Сасицької та Березанської. У лиман впадають річки Березань і Сасик. На невеликій відстані від входу в Березанський лиман в східний його берег вдається невеличкий мілководний Бейкуський лиман.
В зимній період лиман вкривається льодом. У літній — через випаровування рівень води знижується. Солоність води: у північній частині — 0,3 ‰, у пвіденній — 15 ‰, середня — 10 ‰.

## Водообмін з Чорним морем
Вирішальним фактором водного балансу в лимані є водообмін з морем — за добу у водообміні може мати участь до 4 % загального обсягу води лиману. Завдяки бару, який обмежує проникнення в лиман глибинних морських вод, при нагонах в нього поступають тільки води поверхневого шару.

## Фауна
Фауна лиману різноманітна: до 30 видів риб, 5 — земноводних, 7 — плазунів та ін. Лиман населений як рибами — ендеміками сусіднього Дніпро-Бузького лиману, так і чорноморськими іммігрантами. В цілому рибопродуктивність лиману низька. Орнітофауна лиману налічує близько 200 видів.